# 日历 (苹果)
行事曆（英語：Calendar，前稱：iCal）是苹果电脑公司出品的日程管理应用程序，运行在Mac OS X。行事曆是第一个提供多日历支持、并可以在WebDAV服务器上发布、订阅日历的日程管理程序。
在2002年9月10日发布当初是一个Mac OS X v10.2系统的免费下载程序。之后被捆绑在Mac OS X v10.3操作系统中。iCal 2 也是作为Mac OS X v10.4的一部分发布的。

## 功能
- 跟踪排程、生日、提醒事項、活动和约会，支持多日历浏览方式（如 "家用", "工作", "孩子"用的日历），不同的日历用不同的色彩标识，可以快速区别冲突和空閒的时间。
- 与MobileMe（即早期的.Mac）和iCloud集成，用户可以通过Internet共享日历。用户也可以通过WebDAV协议共享，如与Google calendar实现同步。
- 用户可以定制其他日历用户，以保持与朋友、同事的同步，协调运动时间和电视节目时间等等。
- 可以通过屏幕、电子邮件、短消息等进行活动预告和提醒。还有叫iCal Events （页面存档备份，存于）的第三方Dashboard widget让用户在Dashboard中进行时间提醒。
- 可以与Things等待办事项管理软件进行同步，进行待办事项管理。

## 更新

### iCal 5
- 提供全螢幕顯示

## 逸事
行事曆启动后，图标显示当前日期；而OS X启动时候图标默认显示的是7月17日——2002年的这一天行事曆在纽约的Macworld Expo面市。因此一些Mac用户称7月17日为'iCal日'。